# اسند فرک (ویرجینیای غربی)
اسند فرک(به انگلیسی: Sand Fork) شهری در ایالت ویرجینیای غربی کشور ایالات متحده آمریکا است که جمعیت آن در سرشماری سال ۲۰۱۰ میلادی، ۱۵۹ نفر بوده‌است.